# Rúben Semedo
Rúben Afonso Borges Semedo (* 4. April 1994 in Amadora) ist ein portugiesischer Fußballspieler, der beim Al-Markhiya SC in der katarischen Hauptstadt Doha spielt. Er kann als Innenverteidiger oder defensiver Mittelfeldspieler spielen.

## Karriere

### Verein
Semedo wurde in Amadora in der Metropolregion Lissabon geboren und ist kap-verdischer Abstammung. Er trat im Alter von 16 Jahren in das Jugendsystem von Sporting Lissabon ein. Am 26. August 2014 wurde er zusammen mit seinem Teamkollegen Vítor an den spanischen Zweitligisten CF Reus Deportiu ausgeliehen. Für die Saison 2015/16 wurde Semedo erst ins Profiteam von Sporting befördert und dann für ein Jahr an Vitória Setúbal ausgeliehen. 
Am 18. Februar 2016 bestritt Semedo sein erstes Spiel in einem europäischen Wettkampf. Er flog nach zwei gelben Karten bei einer 0:1-Heimniederlage gegen Bayer Leverkusen in der Runde der letzten 32 der UEFA Europa League vom Platz. Am 9. März unterzeichnete er einen neuen Vertrag bis 2022, mit einer Ausstiegsklausel in Höhe von 45 Millionen Euro.
Zur Saison 2017/18 wechselte Semedo zum FC Villarreal. Er gab sein Debüt in der Liga am 25. August und spielte über die gesamte Zeit bei einer  0:3-Auswärtsniederlage gegen Real Sociedad. Er konnte sich jedoch nicht in der ersten Mannschaft etablieren und wurde nach seiner Verhaftung suspendiert. Zu Beginn der Saison 2018/19 wurde er an den SD Huesca ausgeliehen.
Am 29. Januar 2019 kehrte Semedo nach Portugal zurück und unterschrieb zum Saisonende auf Leihbasis beim Rio Ave FC. Zu Beginn der Saison 2019/20 wechselte Semedo zu Olympiakos Piräus nach Griechenland und unterschrieb einen Vertrag mit fünfjähriger Laufzeit. Dieser verlieh Semedo im Januar 2022 für ein halbes Jahr an den FC Porto. 
Seit dem Sommer 2022 ist er nun in Katar aktiv und spielte bisher dort für al-Duhail SC, al-Khor SC sowie Al-Markhiya SC.

### Nationalmannschaft
Am 7. Oktober 2020 debütierte Semedo unter Nationaltrainer Fernando Santos im Rahmen eines Freundschaftsspiels gegen Spanien in der A-Nationalmannschaft.

## Rechtliche Probleme
Im Januar 2018 wurde bekannt gegeben, dass Semedo im November vergangenen Jahres wegen einer Auseinandersetzung in einer Bar in Valencia vor Gericht gestellt wird, als der Spieler angeblich mit einer Pistole Personen bedrohte. Er wurde am 20. Februar erneut wegen eines separaten Vorfalls verhaftet, diesmal soll er zusammen mit zwei Komplizen einen Mann verschleppt, gefesselt, geschlagen und ausgeraubt haben. Für den letztgenannten Vorfall wurde er wegen versuchten Totschlags angeklagt und in Untersuchungshaft genommen.
Am 13. Juli 2018 wurde Semedo aus dem Gefängnis entlassen, nachdem eine Kaution von 30.000 Euro gezahlt worden war. Mit der Androhung einer möglichen Höchststrafe von über 15 Jahren Haft gestand er zwei Jahre später Entführung, Raub, Körperverletzung und illegalen Waffenbesitz. Er wurde als Strafe mit einer Geldstrafe von 46.000 Euro belegt und darf für die nächsten acht Jahre nicht nach Spanien einreisen.
Am 30. August 2021 wurde er von griechischen Behörden in Athen im Rahmen von Ermittlungen wegen einer angeblichen Gruppenvergewaltigung einer Minderjährigen erneut verhaftet. Die Polizei nahm auch einen zweiten Mann fest, der beschuldigt wird, die Minderjährige zum Haus von Semedo geführt zu haben, wo die Gruppenvergewaltigung stattgefunden haben soll. Der Spieler wurde Tage später nach Zahlung einer Kaution von 10.000 Euro aus der Haft entlassen.

## Erfolge
- Portugiesischer Superpokalsieger: 2015
- Portugiesischer Meister: 2022
- Griechischer Meister: 2020, 2021
- Griechischer Pokalsieger: 2020
- Katarischer Pokalsieger: 2022
- Katarischer Meister: 2023
- Katarischer Ligapokalsieger: 2023